# Stefan Blöcher
Stefan Blöcher, född den 25 februari 1960 i Wiesbaden, Tyskland, är en västtysk landhockeyspelare.
Han tog OS-silver i herrarnas landhockeyturnering i samband med de olympiska landhockeytävlingarna 1984 i Los Angeles.
Han tog därefter OS-silver igen herrarnas landhockeyturnering i samband med de olympiska landhockeytävlingarna 1988 i Seoul.